# Bistorta honanensis
Bistorta honanensis är en slideväxtart som först beskrevs av Hsien Wu Kung, och fick sitt nu gällande namn av Yonekura & H. Ohashi. Bistorta honanensis ingår i släktet ormrötter, och familjen slideväxter. Inga underarter finns listade i Catalogue of Life.